# Rafael Antonio Ponzo García
Rafael Antonio Ponzo García (Madrid, 18 d'octubre de 1978) és un futbolista professional amb nacionalitat espanyola i veneçolana que juga a la demarcació de porter. Ha estat quatre vegades internacional amb Veneçuela.

## Biografia
Va deixar Veneçuela als 20 anys per jugar a futbol a Espanya, concretament al Club Siero d'Astúries. Les seves grans actuacions van fer que el Club Deportivo Tenerife es fixés en ell, fitxant-lo i convertint-se en porter titular del filial de Tercera divisió sent també el tercer porter del primer equip, encara que sense arribar a jugar.
L'any 2003 va tornar a Astúries per fitxar pel Reial Oviedo, aconseguint l'ascens a Segona divisió B amb l'històric conjunt blau i després de 37 partits on només va rebre 34 gols. L'agost del 2006 va ser despatxat de manera improcedent pel Reial Oviedo, fitxant llavors pel Girona Futbol Club de la Tercera divisió. No va ser un pas enrere, ja que en només dues temporades va aconseguir un doble ascens, arribant a la Segona divisió a la temporada 2008-09.
A finals d'agost del 2009 el Girona FC li va rescindir el contracte després del fitxatge del també porter Albert Jorquera, quedant-se el jugador veneçolà sense equip.

## Palmarès

### Amb el Real Oviedo
- Tercera Divisió (2003-04)

### Amb el Girona FC
- Segona Divisió B (2007-08)

### Premis individuals
- Trofeu Zamora de Tercera divisió. (2003-04)